# Haplochromis aeneocolor
Haplochromis aeneocolor är en fiskart som beskrevs av Greenwood, 1973. Haplochromis aeneocolor ingår i släktet Haplochromis och familjen Cichlidae. IUCN kategoriserar arten globalt som sårbar. Inga underarter finns listade i Catalogue of Life.